# دستجرد سفلی (قزوین)
- مورد فهرست گلوله‌ای

دستجرد سفلی (قزوین)، روستایی از توابع بخش رودبار شهرستان شهرستان قزوین در استان قزوین ایران است.

## جمعیت
این روستا در دهستان دستجرد قرار دارد و براساس سرشماری مرکز آمار ایران در سال ۱۳۸۵، جمعیت آن ۹۵ نفر (۳۶خانوار) بوده‌است.

## مردم
مردم بومی به این دهستان دستگرد می گویند ، مردم روستا الموتی با گویش گیلکی (دیلمی) سخن می‌گویند.